# Svenska Akademiens ordlista

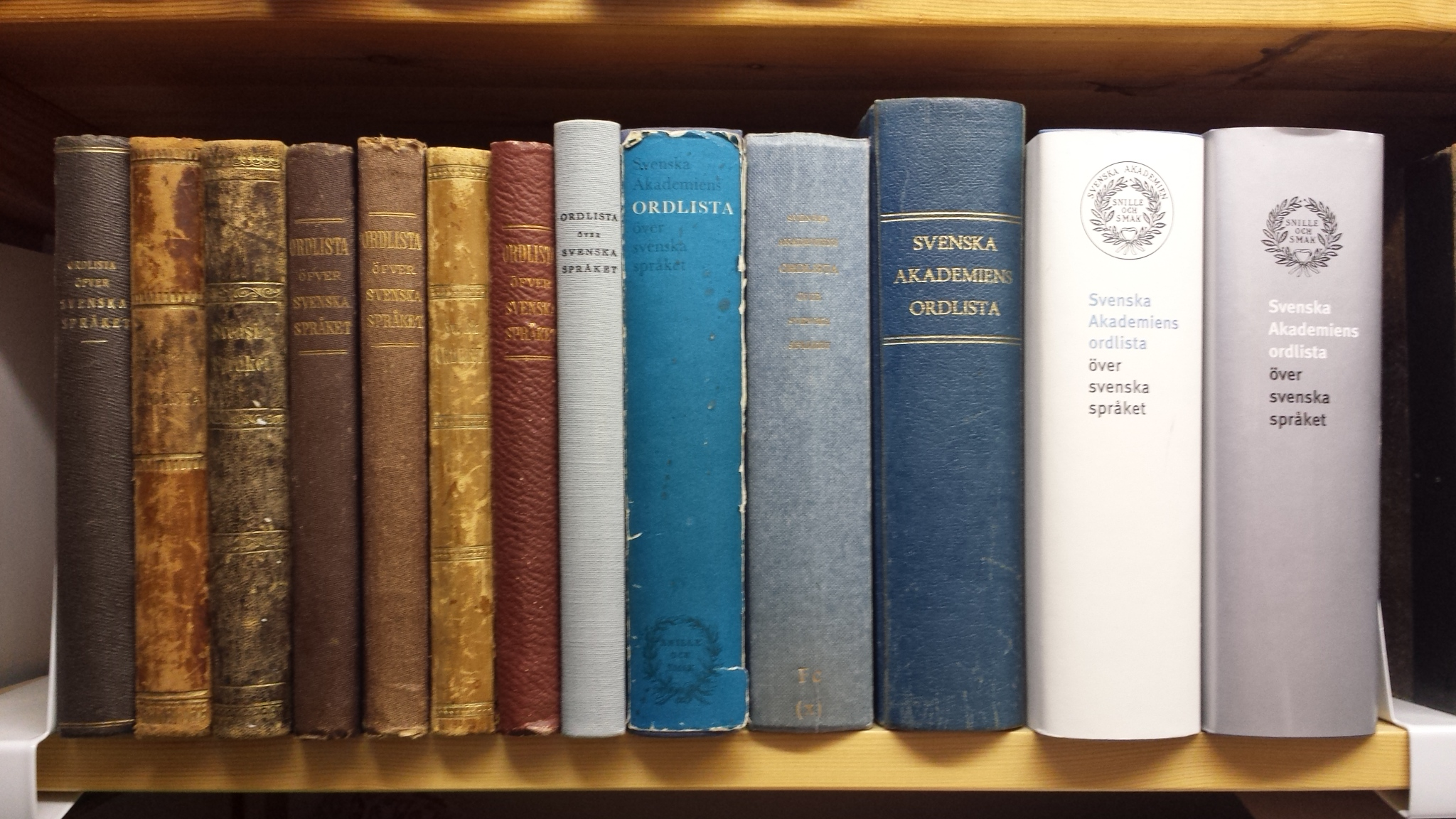
Svenska Akademiens ordlista (SAOL)

Svenska Akademiens ordlista (Švédský akademický seznam slov, zkratkou SAOL) je jednosvazkový slovník švédštiny, vydávaný Švédskou akademií vždy jednou za několik let. Představuje aktuální a závaznou pravopisnou podobu každého obvyklého slova, má tedy podobnou funkci, jako v českém prostředí příručka Pravidla českého pravopisu. 

## Vydání
Poprvé příručka vyšla v roce 1874 ve snaze zabránit radikálním pravopisným reformátorům. První vydání připravil Johan Erik Rydqvist v návaznosti na první oficiální pravopisnou příručku Carla Gustafa Leopolda z roku 1801. Zatím poslední vydání je třinácté, z roku 2006.
Nové vydání mívá za následek bouřlivé diskuse o pravopisných změnách, v důsledku čehož se následující vydání někdy opět vrací ke starému pravopisu (jako u slova Jos - juice). 